# James McGuire (pilote automobile)
James McGuire (né le 13 novembre 1960) à Buffalo aux États-Unis est un entrepreneur et un pilote de course automobile américain, qui participe à des épreuves d'endurance aux mains de Sport-prototype dans des championnats tels que le WeatherTech SportsCar Championship, l'European Le Mans Series, l'Asian Le Mans Series et la Michelin Le Mans Cup. 

## Palmarès

### Résultats enWeatherTech SportsCar Championship
| Année | Écurie                       | Châssis  | Moteur                     | Classe | 1   | 2   | 3     | 4   | 5     | 6   | 7   | 8     | Position | Points |
| ----- | ---------------------------- | -------- | -------------------------- | ------ | --- | --- | ----- | --- | ----- | --- | --- | ----- | -------- | ------ |
| 2020  | Performance Tech Motorsports | Oreca 07 | Gibson GK428 4,2 l V8 Atmo | LMP2   | DAY | SEB | ELK   | ATL | ATL 2 | LGA | SEB |       | 17e      | 32     |
| 2021  | United Autosports            | Oreca 07 | Gibson GK428 4,2 l V8 Atmo | LMP2   | DAY | DAY | SEB 5 | MOH | WGL 3 | WGL | ELK | ATL 4 | 8e       | 920    |
| 2021  | United Autosports            | Oreca 07 | Gibson GK428 4,2 l V8 Atmo | LMP2   | Q   | R   | SEB 5 | MOH | WGL 3 | WGL | ELK | ATL 4 | 8e       | 920    |
| 2022  | United Autosports            | Oreca 07 | Gibson GK428 4,2 l V8 Atmo | LMP2   | DAY | DAY | SEB   | LGA | MOH   | WGL | ELK | ATL   | *        | *      |
| 2022  | United Autosports            | Oreca 07 | Gibson GK428 4,2 l V8 Atmo | LMP2   | Q   | R   | SEB   | LGA | MOH   | WGL | ELK | ATL   | *        | *      |

* Saison en cours.

### Résultats enEuropean Le Mans Series
| Année | Écurie            | Châssis        | Moteur                    | Classe | 1      | 2     | 3      | 4      | 5     | 6      | Position | Points |
| ----- | ----------------- | -------------- | ------------------------- | ------ | ------ | ----- | ------ | ------ | ----- | ------ | -------- | ------ |
| 2020  | United Autosports | Ligier JS P320 | Nissan VK56 5,6 l V8 Atmo | LMP3   | LEC 7  | SPA 5 | LEC    | MON 11 | POR 4 |        | 14e      | 28.5   |
| 2021  | United Autosports | Ligier JS P320 | Nissan VK56 5,6 l V8 Atmo | LMP3   | BAR 10 | RBR 9 | LEC 13 | MON 10 | SPA 8 | POR 10 | 25e      | 11.5   |

### Résultats enAsian Le Mans Series
| Année     | Ecurie            | Châssis        | Moteur                      | Classe | 1     | 2     | 3     | 4     | Position | Points |
| --------- | ----------------- | -------------- | --------------------------- | ------ | ----- | ----- | ----- | ----- | -------- | ------ |
| 2018-2019 | United Autosports | Ligier JS P3   | Nissan VK50VE 5,0 l V8 Atmo | LMP3   | ZHU 6 | FUJ   | BUR 5 | SEP 5 | 7e       | 28     |
| 2021      | United Autosports | Ligier JS P320 | Nissan VK56 5,6 l V8 Atmo   | LMP3   | DUB 3 | DUB 5 | ABU 3 | ABU 2 | 2e       | 58     |